# Nilojärvi (sjö i Lappland)
Nilojärvi är en sjö i Finland. Den ligger i kommunen Posio i landskapet Lappland, i den norra delen av landet, 700 km norr om huvudstaden Helsingfors. Nilojärvi ligger 244 meter över havet. Den är 13 meter djup. Arean är 56,1 hektar och strandlinjen är 6,4 kilometer lång. Sjön  ingår i Koundaälvens huvudavrinningsområde. 